# جوسيب ويبر
جوسيب ويبر (بالكرواتية: Josip Weber)‏ (مواليد 16 نوفمبر 1964 - 8 نوفمبر 2017) هو لاعب كرة قدم. يلعب مع منتخب بلجيكا لكرة القدم. سبق له أن لعب في كأس العالم لكرة القدم مع منتخب بلاده.

## روابط خارجية
- جوسيب ويبر على موقع الاتحاد الدولي (مؤرشف)  (الإنجليزية)
- جوسيب ويبر على موقع الاتحاد البلجيكي (الإنجليزية)
- جوسيب ويبر على موقع قاعدة بيانات كرة القدم.إي يو (الإنجليزية)
- جوسيب ويبر على موقع ناشيونال فوتبول تيمز (الإنجليزية)
- جوسيب ويبر على موقع Soccerway.com (الإنجليزية)
- جوسيب ويبر على موقع عالم كرة القدم.نت (الإنجليزية)